# Lespedeza wilfordii
Lespedeza wilfordii là một loài thực vật có hoa trong họ Đậu. Loài này được Ricker miêu tả khoa học đầu tiên.